# 六角義治
六角義治（1545年—1612年11月14日，即天文14年－慶長17年10月22日）為日本戰國時代南近江的大名。別名：四郎（通稱）、六角義弼。宇多源氏佐佐木氏嫡流六角家出生。諡號「鵬庵玄雅」、官位至右衛門督，六角義定的大哥，有一子佐佐木定治。

## 繼位家督、觀音寺騷動
六角義治為六角承禎(義賢)之長子、母為畠山義總之女，妻子为齋藤郁，齋藤義龍之女。1559年繼承父親的家督之位。但是六角義治是個相當愚蠢的人物，由於嫉妒六角家重臣後藤賢豐的影響力，於是永祿6年(1563年)六角義治殺害後藤賢豐，引發觀音寺騷動，六角義治因此被家臣團放逐出觀音寺城，直到家中重臣蒲生定秀、蒲生賢秀的斡旋協調之下六角義治才得以回到觀音寺城。但是六角家已經因為觀音寺騷動造成相當大的內部分裂，力量因此嚴重衰退，1567年雖然六角義治頒布六角氏式目以限制主君權力的方式企圖挽回人心，但也沒有發揮太大的效用。因此有被逼迫把家督讓與其弟義定之一說。

## 流放義昭
永祿8年（1565年），三好三人眾與松永久秀殺害將軍足利義輝，其弟足利義昭逃亡藏身在六角家中。於是三好三人眾用管領的職位引誘義治，義治答應所以義昭遭到流放。也因此流落到織田家的足利義昭成為了織田信長對六角家發動攻略、上洛的最好藉口。

## 衰退
永祿11年（1568年）六角家與三好三人眾之一的岩成友通一起對抗織田信長的上洛大軍侵略，一度成功守住，但等守軍情勢稍緩又於隔年再度發動攻擊（觀音寺城之戰），因此棄城而逃。之後在六角勢力內的甲賀郡石部城與朝倉、淺井、三好聯軍從四處夾攻織田家（野田城、福島城作戰），使信長苦不堪言。因此隨後信長要求朝廷介入和議，但和議不久，信長隨即廢棄和議攻下朝倉，直到毀滅了淺井才與六角家再度議和。之後又再於足利、武田、上杉的信長包圍網中以甲賀郡石部城為據點，義賢、義治父子一直以反對信長為目標而持續作戰，直到天正二年（1574年）石部城遭到織田軍攻陷後（石部城之戰），六角義治逃往甲斐依附武田家。

## 晚年
晚年六角義治投靠侍奉羽柴秀吉與羽柴秀次，並且出任豐臣秀賴的弓道師傅而結束一生。